# Jovon
Jovon (tádžicky Ёвон, rusky Яван) je město v Tádžikistánu, administrativně součást Chatlonského vilájetu. Podle odhadu z roku 2020 zde žilo 36 700 obyvatel. Leží zhruba 32 km jihovýchodně od hlavního města země Dušanbe. 

## Přírodní poměry a klima
Jovon se rozkládá na obou březích řeky Jovonsu poté, co uvedený tok opouští úzké horské soutěskovité údolí a naopak se otevírá údolí širokému. Tok řeky není až na malou část v blízkosti jednoho silničního mostu nikterak regulován; údolí je ponecháno jako široké aby se mohla voda rozlévat do krajiny ale v případě povodně nezaplavila město. V bezprostřední blízkosti města leží pohoří Karatau. 
Nadmořská výška města činí zhruba 650 metrů, směrem na jih postupně klesá. Nejteplejším měsícem zde je červenec s průměrnou teplotou 26,8 °C a nejstudenějším potom leden, kdy průměrná teplota dosahuje pouze 1,7 °C. Srážky jsou typické v zimě a na jaře, naopak v létě téměř vůbec neprší. Roční úhrn srážek se pohybuje okolo 550 mm.

## Historie
V době existence Sovětského svazu zde byla postavena železnice (Železniční trať Bochtar–Vachdat) a také tepelná elektrárna. Vznikl tu také elektrochemický podnik. V souvislosti s industrializací města byla vybudována nová hlavní třída (ulice 50. let Říjnové revoluce) a sídliště v severozápadní části města. Díky tomu je Jovon jedním z modernějších tádžických měst. V centru města při řece Jovonsu vyrostly také parky a promenáda, která zmíněnou hlavní třídu spojuje s místním tržištěm/bazarem.
V roce 2007 se zde rozvíjel textilní průmysl, např. výroba rukavic.
V roce 2021 zde byla při příležitosti návštěvy prezidenta Tádžikistánu otevřena nová nemocnice, farma na chov skotu a nový most přes řeku Jovonsu.

## Kultura
Město má vlastní Dům kultury (tádžicky Кохи Фарҳанги).
Mešita města Jovon je umístěna na jižním okraji města. Nejedná se o historicky hodnotnou stavbu. Samotný Jovon nemá žádné historicky hodnotné stavby, neboť se jedná o město relativně mladé.

## Ekonomika
V okolí města jsou zásoby nefelinu, který je využíván pro výrobu hliníku. V 21. století existovaly snahy čínských investorů původní průmyslové řetězce modernizovat a využívat pro dodávky do Čínské lidové republiky. Kromě toho zde stojí také cementárna, chemický závod a zmíněná tepelná elektrárna.
Město a jeho okolí trpí během léta suchem, mezinárodní organizace a Vláda USA se snaží zlepšit hospodaření s vodou tak, aby se dopady případných vln sucha v této lokalitě zmírnily.

## Doprava
Město je napojeno na tádžickou silniční síť. Hlavní dopravní tahy vedou jak skrz samotný střed města po zmíněné hlavní silnici, tak i jižně od něj (po obchvatu města). Západně od Jovonu se také nachází železniční stanice na zmíněné trati. Umístění nádraží mimo město bylo vynuceno jednak geografickými podmínkami, jednak vznikem průmyslových závodů dále od samotného Jovonu.

## Sport
V severní části Jovonu stojí stadion Chimiki, který je fotbalový.